# Cornelio Bentivoglio
Cornélio Bentivoglio (Ferrara, 27 de março de 1668 - Roma, 30 de dezembro de 1732) foi um cardeal do século XVIII

## Biografia
Nasceu em Ferrara em 27 de março de 1668. De uma família poderosa e proeminente. Do ramo Ferrarese da família Bentivoglio de Bolonha. Quinto dos sete filhos de Ippolito Bentivoglio e Lucrezia Pio di Savoia, sua prima. Sobrinho-neto do cardeal Guido Bentivoglio (1621). Ele também está listado como Marco Cornelio Bentivoglio d'Aragona.
Estudou na Universidade de Ferrara, obtendo o doutorado in utroque iure , direito canônico e civil, em 6 de dezembro de 1701.
Ele foi para Roma em uma idade madura. Presidente da Accademia degli Intrepidi , 1698. Membro da Accademia della Crusca , 1699. Referendário dos Tribunais da Assinatura Apostólica da Justiça e da Graça, 1º de junho de 1702. Não tendo conseguido obter o cargo de auditor da Sagrada Rota Romana correspondente a um cidadão de Ferrara, foi compensado pelo Papa Clemente XI nomeando-o clérigo da Câmara Apostólica em 30 de setembro de 1706 e presidente delle armi em agosto de 1707. Recebeu o subdiaconato em 29 de novembro de 1711; diaconato, 8 de dezembro de 1711.
Ordenado em 28 de dezembro de 1711.
Eleito arcebispo titular de Cartago em 16 de março de 1712. Assistente do Trono Pontifício em 27 de março de 1712. Consagrada em 3 de abril de 1712, igreja de S. Maria em Vallicella, Roma, pelo cardeal Fabrizio Paolucci, assistido por Pier Marcellino Corradini, arcebispo titular de Atena, e por Domenico de Zaoli, arcebispo titular de Teodosia. Nomeado núncio na França em 20 de maio de 1712. Seu forte apoio, às vezes não diplomático, à bula Unigenitus Dei Filius , 1713, condenando o jansenismo, desagradou o duque de Orléans, regente da França com a morte de Luís XIV em 1715, e ele foi chamado da nunciatura com ordem de permanecer em Ferrara.
Criado cardeal sacerdote no consistório de 29 de novembro de 1719; com uma bula apostólica de 3 de dezembro de 1719, o papa enviou-lhe (em Paris) o barrete vermelho com monsenhor Bartolomeo Massei, futuro cardeal; recebeu o chapéu vermelho e o título de S. Girolamo degli Schiavoni, 15 de abril de 1720. Legado na Romagna, 20 de março de 1720; legação prorrogada por um triênio, 28 de maio de 1721; e por mais um triênio, de 12 de junho de 1724 até janeiro de 1727. Participou do conclave de 1721, que elegeu o Papa Inocêncio XIII. Participou do conclave de 1724, que elegeu o Papa Bento XIII. Ministro plenipotenciário da Espanha perante a Santa Sé, 1726 até sua morte. Camerlengo do Sagrado Colégio dos Cardeais, de 20 de janeiro de 1727 até 26 de janeiro de 1728. Optou pelo título de S. Cecília, em 25 de junho de 1727. Participou do conclave de 1730, que elegeu o Papa Clemente XII; apresentou o veto do rei Felipe V da Espanha contra a eleição dos cardeais Giuseppe Renato Imperiali e Antonfelice Zondadari. Ele era um poeta e traduziu para o italiano do latim o poema Tebade de Publio Papiro Stazio, usando o pseudônimo de Selvaggio Porpora.
Morreu em Roma em 30 de dezembro de 1732. Exposta no seu título, onde decorreu o funeral, e sepultada à direita do passeio central dessa mesma igreja. Sua lápide foi gravada com suas armas cardeais e uma breve inscrição.